# 828 TCN
828 TCN là một năm trong lịch La Mã.